# Andrej Makuc (učitelj)
Andrej Makuc, italijanska pravnik, učitelj in partizan slovenskega rodu, * 20. november 1913, Štandrež, Avstro-Ogrska, † 1. julij 1989, Gorica, Italija.

## Življenje in delo
Pravo je študiral na Univerzi v Padovi kjer je 8. julija 1938 tudi diplomiral. Nato je v Gorici kot odvetniški pripravnik delal pri Karlu Podgorniku. Vojaški rok je služil v Gorici, postal podčastnik in od 1941 s presledki do kapitulacije Kraljevine Italije služil na meji med Albanijo in Kraljevino Jugoslavijo ter Albanijo in Grčijo. Po italijanski kapitulaciji se je na vzhodni obali Grčije najprej pridružil grški narodnoosvobodilni armadi ELAS generala Markosa, nato  slovenski četi 3. bataljona 1. makedonske brigade in 1. makedonski avto-brigadi, delal na vojaškem sodišču komande mesta Beograd, bil nato v 7. diviziji ter konec vojne dočakal v 1. proletarski udarni diviziji. Zaradi vključitve v partizanske enote so mu po vojni italijanske oblasti odvzele vojaški čin.
Po osvoboditvi je bil v letih 1945−1948 sodnik na sodiščih v Vipavi, Ajdovščini in Tolminu. Nato se je preselil v Gorico ter v letih 1949-1974 poučeval zgodovino, filozofijo in pedagogiko na liceju in učiteljišču. Napisal je skripta za filozofijo: Zapiski filozofije starega veka (Gorica, 1958) in Zapiski iz zgodovine filozofije od renesanse do Kanta (Gorica, 1958). Istočasno, pa tudi še po upokojitvi pa je opravljal manjše odvetniške posle. Kot predstavnik Slovenske demokratske zveze je bil dvakrat izvoljen v goriški pokrajinski svet. Za zasluge v narodnoosvobodilni borbi je bil odlikovan z redom za hrabrost, redom zaslug za ljudstvo s srebrno zvezdo in plaketo vstaje. Bil je tudi nosilec dveh  italijanskih vojaških odlikovanj.